# Index Seminum (St. Petersburg)
Index Seminum (St. Petersburg) (abreviado Index Seminum (St. Petersburg)) fue un libro con ilustraciones y descripciones botánicas que fue editado por Friedrich Ernst Ludwig von Fischer & Carl Anton von Meyer el año 1835, con el nombre de Index Seminum, quae Hortus Botanicus Imperialis Petropolitanus pro Mutua Commutatione Offert. Accedunt Animadversiones Botanicae Nonnullae. St. Petersburg.

## Publicaciones
- 1 "Index Seminum", 1835;
- 2 "Index Secundus" Jan 1836;
- 3 "Animadversiones Botanicae," Mar 1837;
- 4 "Index Quartus," Jan 1838;
- 5 "Animadversiones Botanicae," Jan 1839;
- 6 "Animadversiones Botanicae" Jan-Feb 1840;
- 7 Jan 1841;
- 8 "Index Octavus," Jan 1842;
- 9 "Index Nonus," Feb 1843;
- 10 "Index Decimus," Jan 1845;
- 11 "Index Unidecimus," Jan 1845; "Supplementum ad Indicem Unidecimum, quae...," Dec 1846